# 克罗兹埃尔米塔日
克罗兹埃尔米塔日（法語：Crozes-Hermitage，法語發音：[kʁoz ɛʁmitaʒ]）是法国德龙省的一个市镇，属于瓦朗斯区。

## 地理
克罗兹埃尔米塔日（45°5'24"N, 4°50'45"E）面积5.48 平方千米，位于法国奥弗涅-罗讷-阿尔卑斯大区德龙省，该省份为法国东南部内陆省份，北起顺时针与伊泽尔省、上阿尔卑斯省、上普罗旺斯阿尔卑斯省、沃克吕兹省和阿尔代什省接壤。
与克罗兹埃尔米塔日接壤的市镇（或旧市镇、城区）包括：圣让德米佐勒、埃罗姆、拉尔纳日、坦莱尔米塔日、热尔旺。
克罗兹埃尔米塔日的时区为UTC+01:00、UTC+02:00（夏令时）。

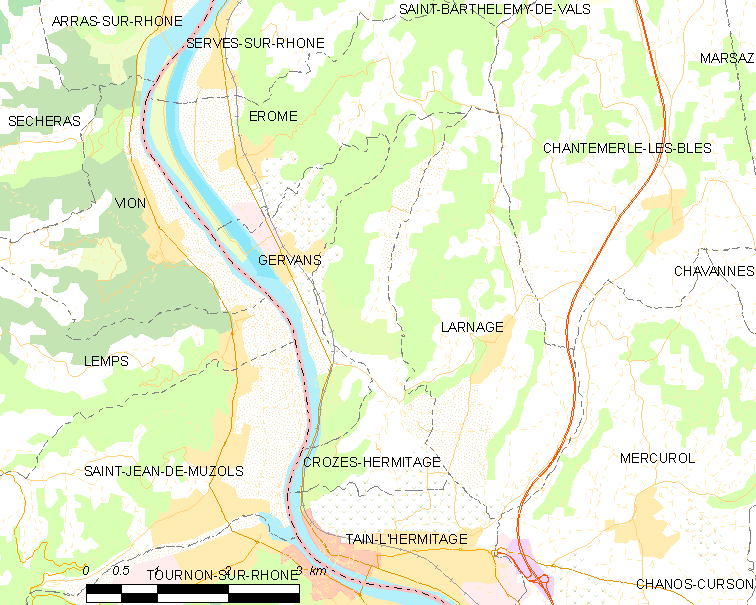
克罗兹埃尔米塔日的OSM定位图

## 行政
克罗兹埃尔米塔日的邮政编码为26600，INSEE市镇编码为26110。

## 政治
克罗兹埃尔米塔日所属的省级选区为坦莱尔米塔日县。

## 人口

1962-2008年间克罗兹埃尔米塔日人口变化图示

克罗兹埃尔米塔日于2022年1月1日时的人口数量为653人。